# ده‌نو (بهار)
ده نو (بهار)، روستایی از توابع بخش مرکزی شهرستان بهار در استان همدان ایران است.

## جمعیت
این روستا در دهستان آبرومند قرار دارد و براساس سرشماری مرکز آمار ایران در سال ۱۳۹۵، جمعیت آن ۱۱۴ نفر (۳۳خانوار) بوده‌است.